# Estación de Gallieni
La estación de Gallieni, de su nombre completo: Gallieni - Parc de Bagnolet es una estación del metro de París situada en la comuna de Bagnolet, al este de París. Es uno de los terminales de la línea 3.

## Historia
Última prolongación de la línea 3 hacia el este, la estación fue inaugurada el 2 de abril de 1971. La estación debe su nombre a Joseph Gallieni, militar y administrador colonial francés, que estuvo al cargo de la defensa de la capital durante la Primera Guerra Mundial.

## Descripción
Alejada del diseño clásico del metro de París, la estación se compone de cuatro vías y de dos andenes, ordenados de la siguiente forma: v-a-v-v-a-v. En esta estación se completa con vías de garaje y zonas de maniobras para los trenes.